# Dobri Dol (Vraptchichté)
Dobri Dol (en macédonien Добри Дол ; en albanais Gallata) est un village du nord-ouest de la Macédoine du Nord, situé dans la municipalité de Vraptchichté. Le village comptait 5223 habitants en 2002. Il est majoritairement albanais.

## Démographie
Lors du recensement de 2002, le village comptait :
- Albanais : 5 206
- Macédoniens : 2
- Turcs : 1
- Autres : 14